# Podarcis liolepis
Podarcis liolepis är en ödla i familjen lacertider som förekommer i sydvästra Europa.  Populationen infogades en längre tid som underart eller synonym i Podarcis hispanicus.
Arten har i motsats till andra släktmedlemmar inga gula ställen på buken och svansens undersida. Undersidan är däremot vit, laxrosa eller röd. Ovansidan har en grå till brun grundfärg med gröna nyanser.
Utbredningsområdet sträcker sig över östra och norra Spanien samt sydöstra Frankrike. Arten lever i låglandet och i bergstrakter upp till 1500 meter över havet. Den vistas i klippiga landskap med gräs, buskar och öppna skogar. Podarcis liolepis solbadar på morgonen ofta på klippor, murar eller byggnader. Den undviker allt för torra ställen.
För beståndet är inga hot kända. Hela populationen bedöms som stor. IUCN listar arten som livskraftig (LC).